# Вязовкин, Александр Алексеевич
Александр Алексеевич Вязовкин (род. 9 апреля 1997, Тольятти, Самарская область) — российский спортсмен, участник соревнований по академической гребле.

## Биография
Родился и проживает в Тольятти. Студент института физической культуры и спорта Тольяттинского государственного университета.
С 2012 года занимается греблей. Выступает за «Спортивную школу олимпийского резерва № 6». Тренер — Дмитрий Витальевич Стрельцов. С 2017 года в сборной команде России.
Принимал участие в соревнованиях на Олимпийских играх в Токио, где занял пятое место в одиночках.
Мастер спорта.

## Достижения
- бронзовый призёр чемпионата России (2016 — двойка парная)[2];
- серебряный призёр чемпионата России по прибрежной гребле (2018)[6];
- победитель первенства России среди юниоров (2018)[6];
- чемпион России в четвёрках (2018)[6][7];
- серебряный призёр молодёжного чемпионата Европы (2019)[6];
- победитель Большой Московской регаты (2019, 2020)[6][8];
- чемпион России в одиночках (2020)[9][6];
- чемпион мира по гребле-индор (2020)[5][6];
- чемпион России по гребле-индор (2020, 2021)[6][10].